# Paddington 2
Paddington 2 es una película británico-francesa de comedia familiar dirigida por Paul King, coescrita por King y Simon Farnaby, y producida por David Heyman. Es la secuela de la cinta del 2014 Paddington., protagonizada por Hugh Grant, Brendan Gleeson, Hugh Bonneville, Sally Hawkins, Julie Walters, Jim Broadbent, Peter Capaldi, Madeleine Harris, Samuel Joslin, y con las voces de Ben Whishaw e Imelda Staunton. La producción empezó en octubre de 2016, y acabado en junio de 2017. La película se estrenó el 10 de noviembre de 2017.

## Reparto
- Ben Whishaw como la voz de Paddington.
- Hugh Grant como Phoenix Buchanan, un actor agotado y narcisista[3]
- Brendan Gleeson como Nudillos McGinty, un ladrón de cajas de caudales.
- Sally Hawkins como Mary Brown.
- Hugh Bonneville como Henry Brown.
- Madeleine Harris como Judy Brown.
- Samuel Joslin como Jonathan Brown.
- Julie Walters como Señora Bird.
- Jim Broadbent como Samuel Gruber.
- Peter Capaldi como Señor Curry.
- Imelda Staunton como la voz de Lucy, la tía de Paddington.

## Producción
En abril de 2015, David Heyman, el productor de Paddington (2014), confirmó que produciría una secuela a la película. También anunció que Paul King regresaría para dirigir y co escribirla con Simon Farnaby.
Por octubre de 2016, el reparto de Paddington — Hugh Bonneville, Sally Hawkins, Julie Walters, Jim Broadbent, Peter Capaldi, Madeleine Harris, Samuel Joslin, Ben Whishaw e Imelda Staunton — fue confirmado para regresar a la secuela, junto a los nuevos miembros de reparto Hugh Grant y Brendan Gleeson. 
El rodaje empezó en el mismo mes. Framestore proporcionará los efectos visuales para la película. La filmación en Litle Venice fue durante tres días. La filmación también se ubicó en Shepton Mallet Prision. Y acabó a finales de junio de 2017.

## Estreno
Paddington 2 se estrenó el 10 de noviembre de 2017 en el Reino Unido, y en los Estados Unidos el 12 de enero de 2018.
En el Perú su estreno se dio el 1 de febrero del 2018.
"Little Hero" de AI (cantante) se reproduce durante los créditos finales del lanzamiento japonés.

## Recepción
Paddington 2 ha recibido reseñas sumamente positivas de parte de la crítica, así como de la audiencia. En el portal de internet Rotten Tomatoes, la película posee una aprobación de 100%, basada en 189 reseñas, con una calificación de 8.7/10, mientras que de parte de la audiencia ha recibido una aprobación de 89%, basada en 5 836 votos, con una calificación de 4.4/5
La página Metacritic le ha dado a la película una puntuación de 88 de 100, basada en 38 reseñas, indicando "aclamación universal". Las audiencias de CinemaScore le han dado una "A" en una escala de A+ a F, mientras que en el sitio IMDb los usuarios le han dado una puntuación de 8.2/10, sobre la base de 14 073 votos.

## Secuela
En junio de 2016, el CEO de StudioCanal, Didier Lupfer declaró que el estudio está comprometido a hacer una tercera película de Paddington . El junio de 2022, el portal The Hollywood Reporter reveló que se estaría produciendo la secuela con el título Paddington en Perú. En abril de 2023, se confirmó que Paddington en Perú comenzaría a rodarse el 24 de julio. En mayo de 2023, en el festival de cine de Cannes, Sony Pictures confirmó que había adquirido los derechos de distribución en Norteamérica de la tercera película. En junio de 2023, Olivia Colman, Antonio Banderas, Rachel Zegler y Emily Mortimer se unieron al elenco.